# Ruy Furtado
Ruy Furtado (Lisboa, 21 de Março de 1919 — Lisboa, 19 de Março de 1991) foi um actor português.
Ruy Furtado destacou-se no teatro, dirigido por Artur Ramos em peças como A Intrusa de Maurice Maeterlinck (1960), O Ausente de Charles Spaak (1961), A Capital de Eça de Queiroz (1971), entre outras. Com Ricardo Pais e Herlander Peyroteio participou em Ninguém (1979), adaptado de Frei Luís de Sousa de Almeida Garrett.
Salienta como uma das primeiras participações no cinema Verdes Anos (1963), obra-chave do Cinema Novo português, assinada por Paulo Rocha. Seguidamente aparece em filmes de Jorge Brum do Canto, Augusto Fraga ou Henrique Campos, até que em 1972 é dirigido por Fernando Lopes em Uma Abelha na Chuva e, em 1979 por Manoel de Oliveira em Amor de Perdição. Viria a participar ainda em títulos como Oxalá (1981) e O Lugar do Morto (1984) de António-Pedro Vasconcelos, Silvestre (1982) de João César Monteiro, Dina e Django (1983) de Solveig Nordlund, Um Adeus Português (1986) de João Botelho, entre outros. Nos últimos anos salienta A Divina Comédia (M. Oliveira, 1991) e Recordações da Casa Amarela (J. C. Monteiro, 1989).
Pontual na televisão, figurou em séries como Retalhos da Vida de Um Médico (1980) ou Topaze (1988).

## Filmografia
- Os Verdes Anos (1963)
- Amor de Perdição (1979)
- Oxalá (1981)
- Um Adeus Português (1986)
- A Divina Comédia (1991)